# 吉諾·艾斯皮內利
吉諾·艾斯皮內利（英語：Eugene Macalalag "Geno" Espineli，1982年9月8日—），美國棒球投手，效力於舊金山巨人，有菲律賓血統。